# میشل بارنیه
میشل بارنیه (فرانسوی: Michel Barnier‎؛ زادهٔ ۹ ژانویهٔ ۱۹۵۱) سیاستمدار فرانسوی است. او از ۵ سپتامبر ۲۰۲۴ و انتخاب توسط امانوئل مکرون تا ۴ دسامبر که توسط مجلس فرانسه رأی عدم اعتماد گرفت، فقط سه ماه نخست‌وزیر این کشور بود که از حیث کوتاهی زمان دولت در دوران معاصر فرانسه، رکورددار شد.
او در چندین کابینه دولت فرانسه مشغول به کار بوده است. وی از جمله وزیر امور خارجه فرانسه از سال ۲۰۰۴ تا ۲۰۰۵، وزیر امور خارجه در امور اروپا از ۱۹۹۵تا ۱۹۹۷و وزیر محیط زیست، توسعه پایدار، ترابری و مسکن از سال ۱۹۹۳ تا ۱۹۹۵. او همچنین عضو کمیسیون اروپا برای سیاست‌های منطقه ای (۱۹۹۹–۲۰۰۴)، کمیسیون اروپا برای بازار داخلی و خدمات (۲۰۱۰–۲۰۱۴) در سطح اروپا خدمت کرد. او همچنین معاون رئیس حزب مردم اروپا را از ۲۰۱۰ تا ۲۰۱۵ بر عهده داشته است.
بارنیه در ۱۸ ژوئن ۲۰۰۷ به سمت وزیر کشاورزی فرانسه منصوب شد و در ۷ ژوئن ۲۰۰۹ پس از اینکه به‌عنوان عضو پارلمان اروپا (MEP) انتخاب شد از پست خود کناره‌گیری کرد. او به‌عنوان عضو کمیسیون اروپا برای بازار داخلی و خدمات تحت ریاست ژوزه مانوئل باروزو خدمت کرده است. کمیسیون اروپا او را به عنوان مذاکره‌کننده اصلی خود برای خروج انگلیس از اتحادیه اروپا منصوب کرد. وی مسئول تهیه و اجرای این مذاکرات براساس متمم ۵۰ قانون اتحادیه اروپا (TEU) است.
وی همچنین برندهٔ جوایزی همچون لژیون دونور (افسر) شده است.

## سنین جوانی و تحصیلات
بارنیه در سال ۱۹۷۱ در لا ترونش در آلپ فرانسه در یک خانواده حامی مشی شارل دو گل (دوگل گرا) متولد شد و در سال ۱۹۷۲ از مدرسه کسب و کار (ESCP) اروپا فارغ‌التحصیل شد.

## زندگی سیاسی

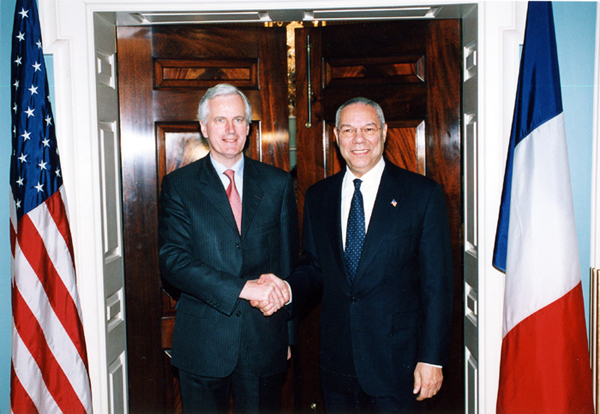
وزیر پاول با جناب میشل بارنیه، وزیر امور خارجه جمهوری فرانسه، طی تماس حسن نیتجه. عکس وزارت امور خارجه توسط مایکل گراس

### سیاست ملی
بارنیه در هیئت وزیران مختلف وفاداران به شارل دو گل در دهه ۱۹۷۰ خدمت کرد، وی قبل از اینکه در سال ۱۹۷۸ در سن ۲۷ سالگی به عنوان نماینده مجلس ملی فرانسه و معاون وزارت ساووآ به نمایندگی از نئو دوگلیست انتخاب شود، تا سال ۱۹۹۳ در تجمع برای جمهوری (RPR) خدمت کرد.
او با ژان کلود کیلی در سال ۱۹۹۲ در بازی‌های المپیک زمستانی که در آلبرویل برگزار شد در سمت رئیس کمیته بین‌المللی سازمان‌های بین‌المللی (COJO) به سازماندهی این رقابت‌ها پرداخت.
بارنیه اولین بار به دنبال پیروزی بزرگ ژاک شیراک در سال ۱۹۹۳ به عنوان وزیر محیط زیست به دولت فرانسه پیوست. ژاک شیراک در سال ۱۹۹۵ او را به عنوان وزیر امور خارجه در امور اروپایی منصوب کرد، وی تا زمان شکست ریاست‌جمهوری در انتخابات ۱۹۹۷ در این سمت بود. بارنیه از سال ۱۹۹۹ تا ۳۱ مارس ۲۰۰۴ به عنوان عضو کمیسیون اروپا برای سیاست منطقه‌ای در سمت کمسیون پرودی خدمت کرد. سپس به عنوان وزیر امور خارجه فرانسه در دولت ژان پیر رافارن به فعالیت پرداخت، تا۵ ژوئن ۲۰۰۵ که دومینیک دو ویلپن جای او را با فیلیپ دوست-بلازی عوض کرد. او معتقد بود به دلیل پیروزی او در رفراندوم فرانسه که به قانون اساسی اروپا رأی «منفی» داده شد، به شدت مجازات شده است.
در مارس ۲۰۰۶، بارنیه به عنوان معاون رئیس حزب مردم اروپا (EPP) به مدت سه سال انتخاب گردید. در دوران ریاست جمهوری نیکولا سارکوزی، پس از تغییر مجدد کابینه فرانسه که ناشی از استعفای آلن ژوپه پس از انتخابات مجلس فرانسه در سال ۲۰۰۷ بود، بارنیه به عنوان وزیر کشاورزی به کابینه نیکولا سارکوزی ملحق شد.
در سال ۲۰۱۶ قاضی فرانسوی، سابین خربس، به موجب ادعانامه‌ای درخواست کرد تا پرونده میشل بارنیه، دومینیک دو ویلپن و میشل آلیو ماری به دادگاه عدالت جمهوری، فرستاده شود. این وزرای سابق مظنون به داشتن اجازه از مهلکه خارج کردن مزدوران مسئول حمله به اردوگاه بوآکه در سال ۲۰۰۴ بودند، که در این حادثه نه سرباز فرانسوی کشته شدند. ادعا شده بود که این عملیات به منظور توجیه عملیات واکنش سریع علیه دولت لوران باگبو در زمینه بحران ۲۰۰۴ در ساحل عاج صورت گرفته بود.

## سیاست اروپا
بارنیه در سال ۲۰۰۶ به عنوان مشاور ویژهٔ ژوزه مانوئل باروزو، ریاست وقت کمیسیون اروپا مشغول به کار شد و گزارش شورای وزیران برای ایجاد یک نیروی حفاظت مدنی در اروپا را ارائه داد. در سال‌های ۲۰۰۶–۲۰۰۷، او به عنوان عضو گروه آماتو خدمت کرد.

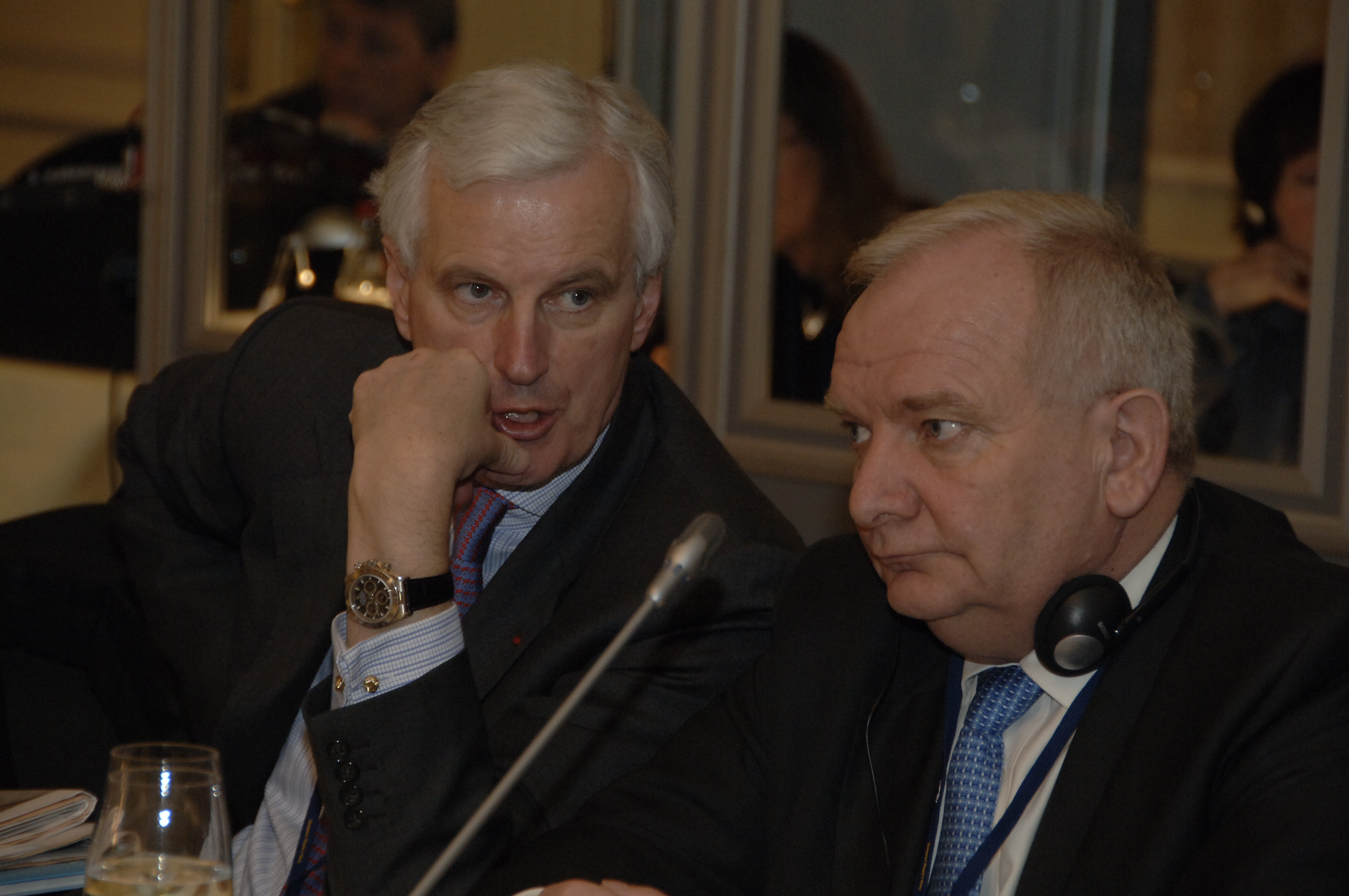
بارنیه و جوزف داول در ۲۰۰۸

## مذاکره کننده برگزیت
در تاریخ ۲۷ ژوئیه ۲۰۱۶، بارنیه به عنوان مذاکره‌کننده کمیسیون اروپا با انگلیس برای خروج از اتحادیه اروپا شد، تحت ماده ۵۰ پیمان اتحادیه اروپا.

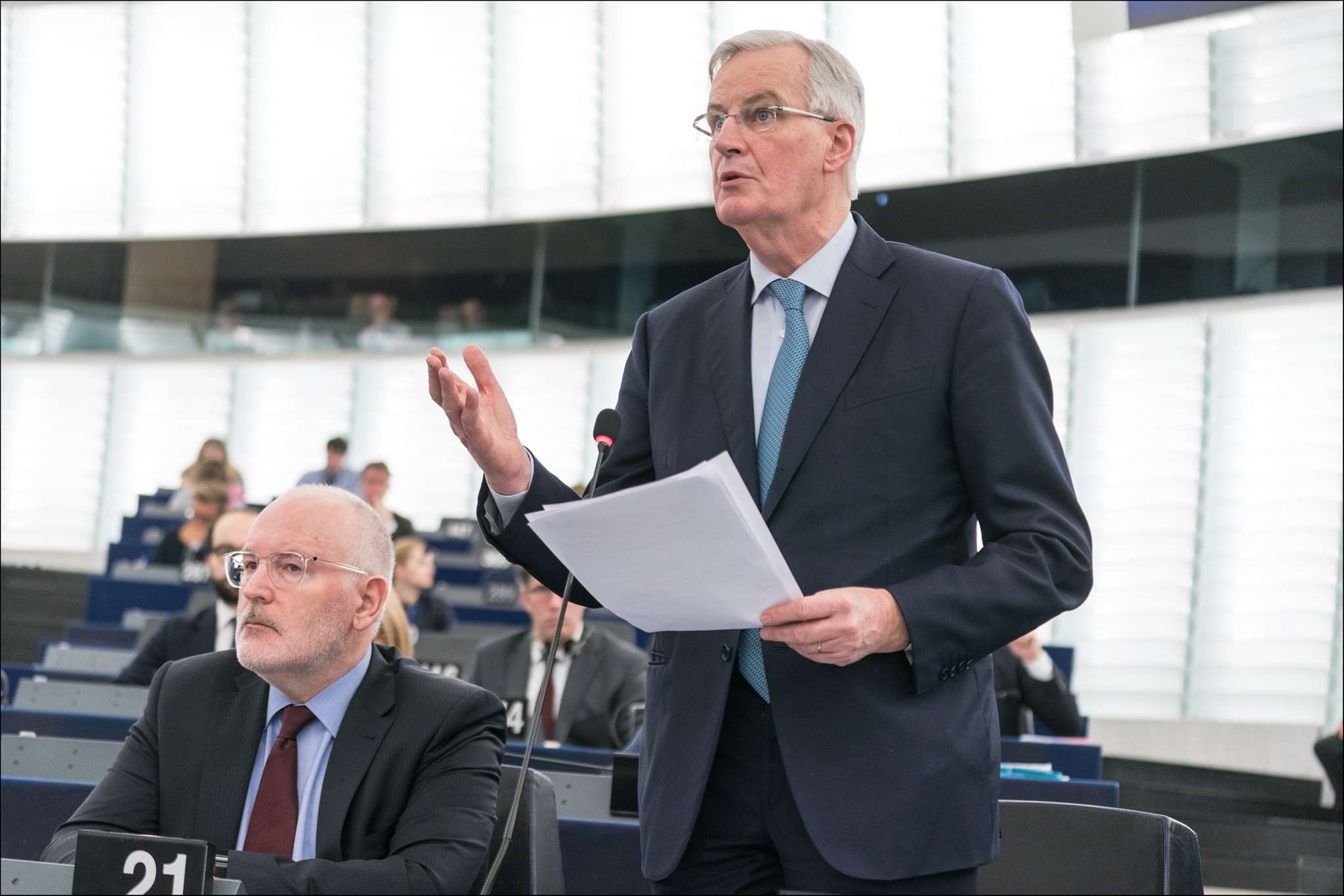
بارنیه مداخله در پارلمان اروپا در برابر آخرین تحولات برکسبت در ژانویه ۲۰۱۹

## طرح حمایت از ایرلندی‌ها
میشل بارنیه در ژانویه ۲۰۱۹ پس از اصلاحیه برادی (سر گراهام استوارت برادی) در مجلس عوام بریتانیا گفت که طرح حمایت از ایرلندی‌ها بخشی از قرارداد خروج بریتانیا از اتحادیه اروپا جزو مذاکره نخواهد بود.

## افتخارات

### افتخارات ملی
- فرانسه: افسر لژیون دونور

### افتخارات خارجی
- آلمان: صلیب بزرگ نشان افتخار شایستگی جمهوری فدرال آلمان (۲۰۱۰)
- پرتغال: صلیب بزرگ نشان شاهزاده هنری (۱۷ ژانویه ۲۰۱۹)